# Axelle Dauwens
Axelle Dauwens, född 1 december 1990, är en friidrottare från Belgien. Hon deltog vid olympiska sommarspelen 2016.